# アリソン・ロペス・フェレイラ
アリソン・ロペス・フェレイラ（Alison Lopes Ferreira、1993年3月1日 - ）は、ブラジル・サンパウロ州出身のサッカー選手。カンピオナート・ブラジレイロ・セリエC・ロンドリーナEC所属。ポジションはミッドフィールダー（MF）。「アリゾン」と表記されることもある。

## タイトル

### クラブ
サントスFC
- カンピオナート・パウリスタ：1回 (2015)

### 代表
U-20ブラジル代表
- トゥーロン国際大会：1回 (2014)